# Chaetonotus polychaetus
Chaetonotus polychaetus är en djurart som tillhör fylumet bukhårsdjur, och som beskrevs av Daday 1906. Chaetonotus polychaetus ingår i släktet Chaetonotus och familjen Chaetonotidae. Inga underarter finns listade i Catalogue of Life.